# Anna Bolesławówna
Anna Bolesławówna (* 1276 in Kalisz; † vor 1300 in Gnesen) war eine polnische Prinzessin und Klarisse. Sie entstammte dem Adelsgeschlecht der großpolnischen Piasten.

## Leben
Anna war die jüngste Tochter von Herzog Bolesław VI. der Fromme von Großpolen-Kalisch († 1279) und Jolenta Helena, der Tochter des ungarischen Königs  Béla IV. Sie trat in das Klarissenkloster Gnesen ein, das von ihren Eltern gestiftet worden war. Sie starb wahrscheinlich in den 1290er Jahren und wurde in der Klosterkirche beigesetzt.

## Ehe und Familie
Sie heiratete nicht und hatte keine Nachfahren.